# Скоблянка (Хиславичский район)
Скоблянка — упразднённая деревня в Хиславичском районе Смоленской области России. Сейчас — урочище Скоблянка.

## История
Первое название — Красная Слобода. Дата переименования в Скоблянку неизвестна. В 1993 году деревни уже не было. Она была обозначена, как прекратившая существование деревня Упинского сельсовета Хиславичского района.

## География
Находилась на юго-западе региона, на севере-западной границе района, в 4 верстах севернее современной деревни Упино на ручье, впадающем в речку Упинку. В километре к северо-востоку находилась другая исчезнувшая деревня — Лындовка.
Абсолютная высота — 194 метра над уровнем моря.

## Инфраструктура
Было развито личное подсобное хозяйство.

## Транспорт
Просёлочные дороги.